# Barbodes katolo
Barbodes katalo é uma espécie extinta de peixe actinopterígeo endêmico do Lago Lanao em Mindanau, nas Filipinas. Os machos desta espécie atingiram um comprimento de 11 centímetros, enquanto as fêmeas atingiram apenas 9,5 centímetros.
Apenas pode ser encontrada na Filipinas.